# Alter Hafen (Marseille)
Der Vieux Port (französisch le Vieux-Port,  okzitanisch-provenzalisch lo Pòrt Vielh bzw. lou Pouart Vièi) entstand in der Antike. Er ist das historische und kulturelle Zentrum von Marseille und war bis Mitte des 19. Jahrhunderts auch sein wirtschaftliches Zentrum für den Seehandel im Mittelmeer und für den Handel mit den französischen Kolonien. Das Hafengewerbe verlagerte sich dann allmählich nach Norden zum jetzigen Marseille Europort. Heute ist der Alte Hafen ein Yachthafen, ein beliebter Versammlungsort und das touristische Wahrzeichen der Stadt. Auch einige Fischerboote ankern noch hier, täglich findet am Morgen am Quai de la Fraternité ein Fischmarkt statt.

## Geschichte
Um 600 vor Chr. landeten die Phokäer ihre Schiffe im Lacydon, wie sie den natürlichen Hafen nannten. In diesem Gebiet konzentrierten sich alle Meeresaktivitäten der Stadt bis ins 19. Jahrhundert.
Am Südufer wurde zwischen dem 3. und dem 9. Jahrhundert die Abtei Saint-Victor de Marseille errichtet.
Die Kaianlagen wurden unter Ludwig XII. bis Ludwig XIII. errichtet und hier wurden die Galeeren auf Kiel gelegt.
Im 19. Jahrhundert reichten die 6 m Tiefgang nicht mehr für die neuen Dampfschiffe. 1854 konnten 1000 bis 1200 Schiffe im Alten Hafen anlegen, im Jahr 18.000 Schiffe mit über zwei Millionen Tonnage. Das entsprach einem Viertel des Umschlags von Liverpool. Im Zweiten Weltkrieg gab es einige Beschädigungen an den Anlagen.

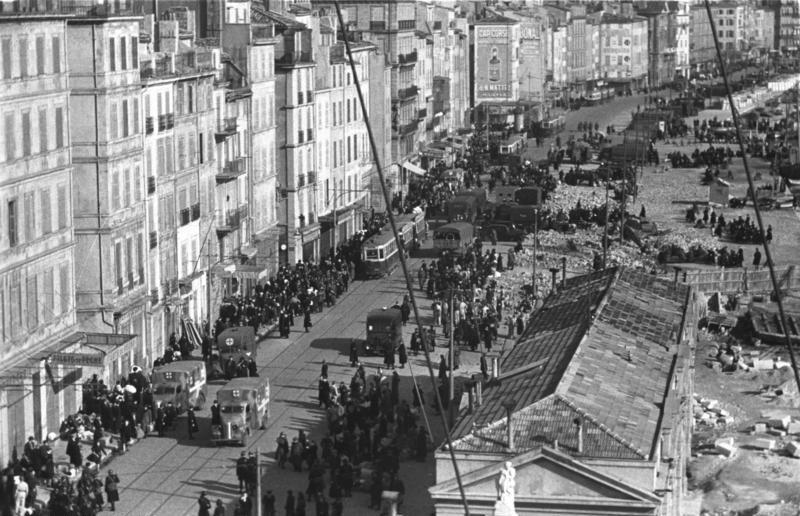
Deutsche Fotografie von der Schlacht um Marseilles Altstadt

Von 1905 bis 1944 überbrückte eine 50 m hohe und 239 m lange Schwebefähre, der Pont Transbordeur, den Eingang zum alten Hafen.
Seit November 1942 war Marseille von deutschen Truppen besetzt. Auf Anordnung Himmlers wurde das Altstadtviertel am Nordufer des Alten Hafens am 24. Januar 1943 abgeriegelt, die rund 20.000 Bewohner bekamen zwei Stunden Zeit, das Viertel zu verlassen. Ab dem 1. Februar 1943 wurden 1400 Gebäude von deutschen Pioniereinheiten gesprengt, lediglich die erste Häuserreihe direkt am Hafen wurde verschont. Der damalige deutsche Konsul in Marseille, Edgar von Spiegel von und zu Peckelsheim, behauptete später als Zeuge vor dem Internationalen Militärgerichtshof wahrheitswidrig, die Sprengung sei wegen Seuchengefahr und der „Sicherheit der (deutschen) Truppen nötig gewesen“. Günter Hellwing und Rolf Mühler wurden später wegen ihrer Beteiligung an der Sprengung als Kriegsverbrecher verurteilt.
Nach dem 1948 begonnenen Wiederaufbau ankern hier heute nur noch Freizeitschiffe. In der ansonsten in authentischer Gestalt erhaltenen Altstadt von Marseille klafft seither eine Lücke, die mit Wohn- und Geschäftsbauten in Nachkriegsarchitektur gefüllt wurde.
Im Alten Hafen wurde das Olympische Feuer für die 
Sommerspiele 2024 in Paris  nach 12 Tagen Fahrt von Piräus am 8. Mai vom Segelschiff Belem feierlich der Läuferstaffel weitergegeben.

## Der Hafen als Drehort
Vor dem Zweiten Weltkrieg wurden im Hafen die Filme Marius, Fanny, César und die Trilogie marseillaise (von Marcel Pagnol) gedreht.

## Fotografiegalerie

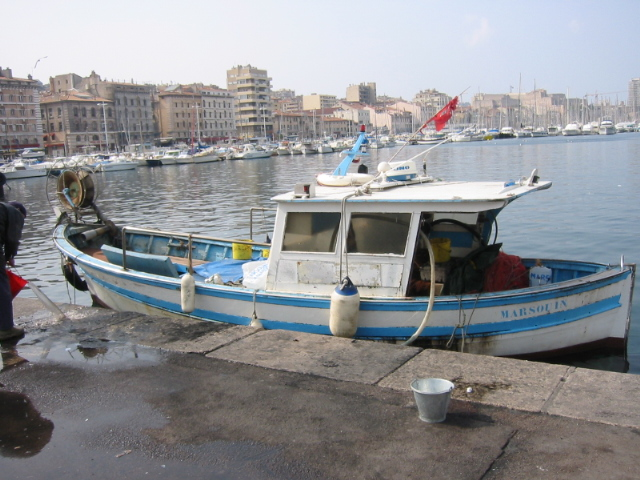
Traditionelles Fischerboot
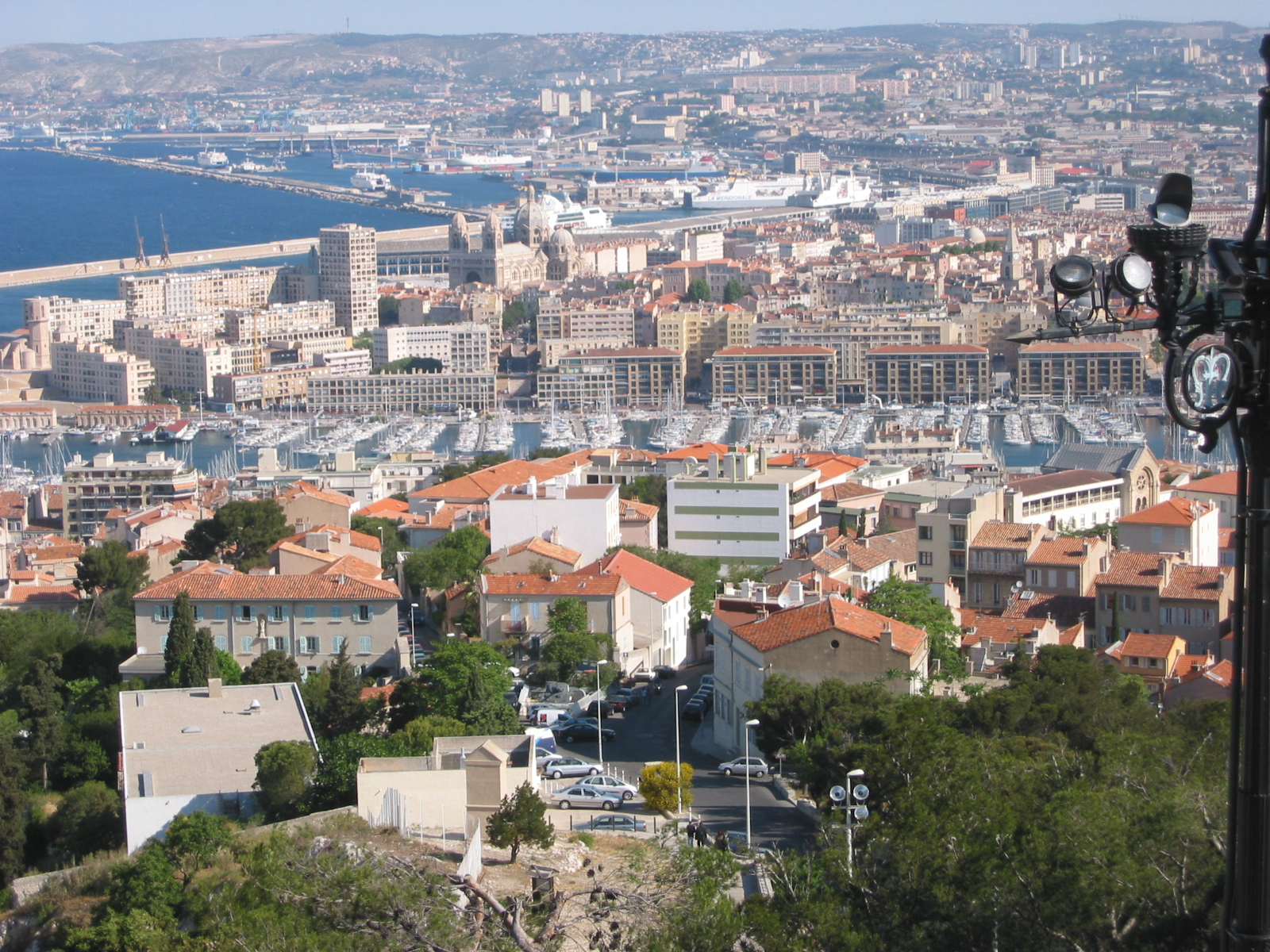
Der Vieux Port und der Port autonome
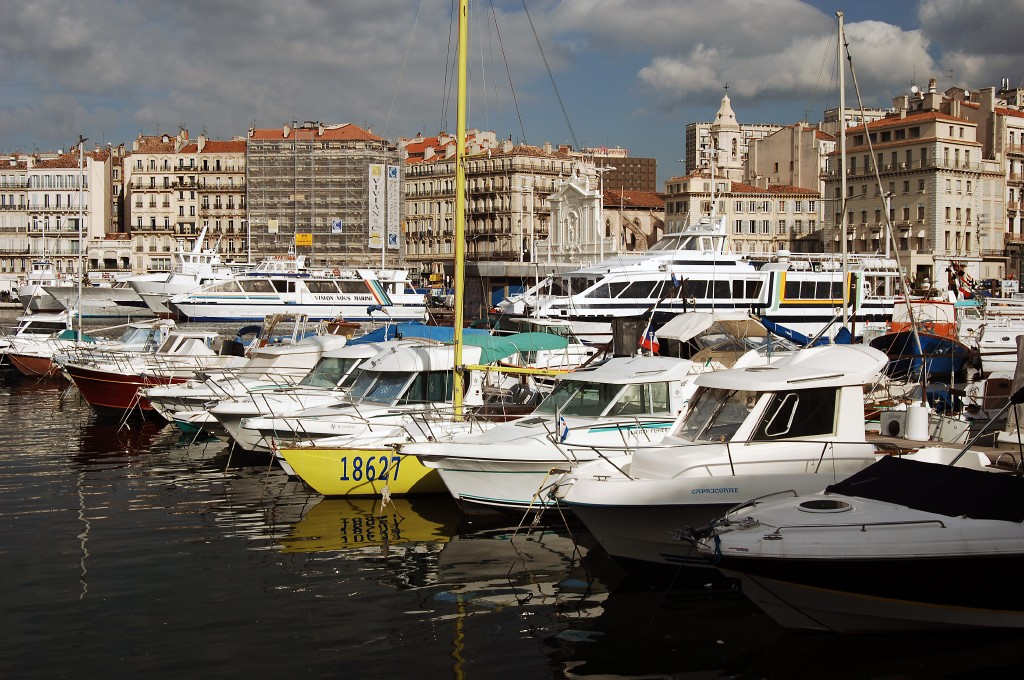
Le Vieux Port 2006
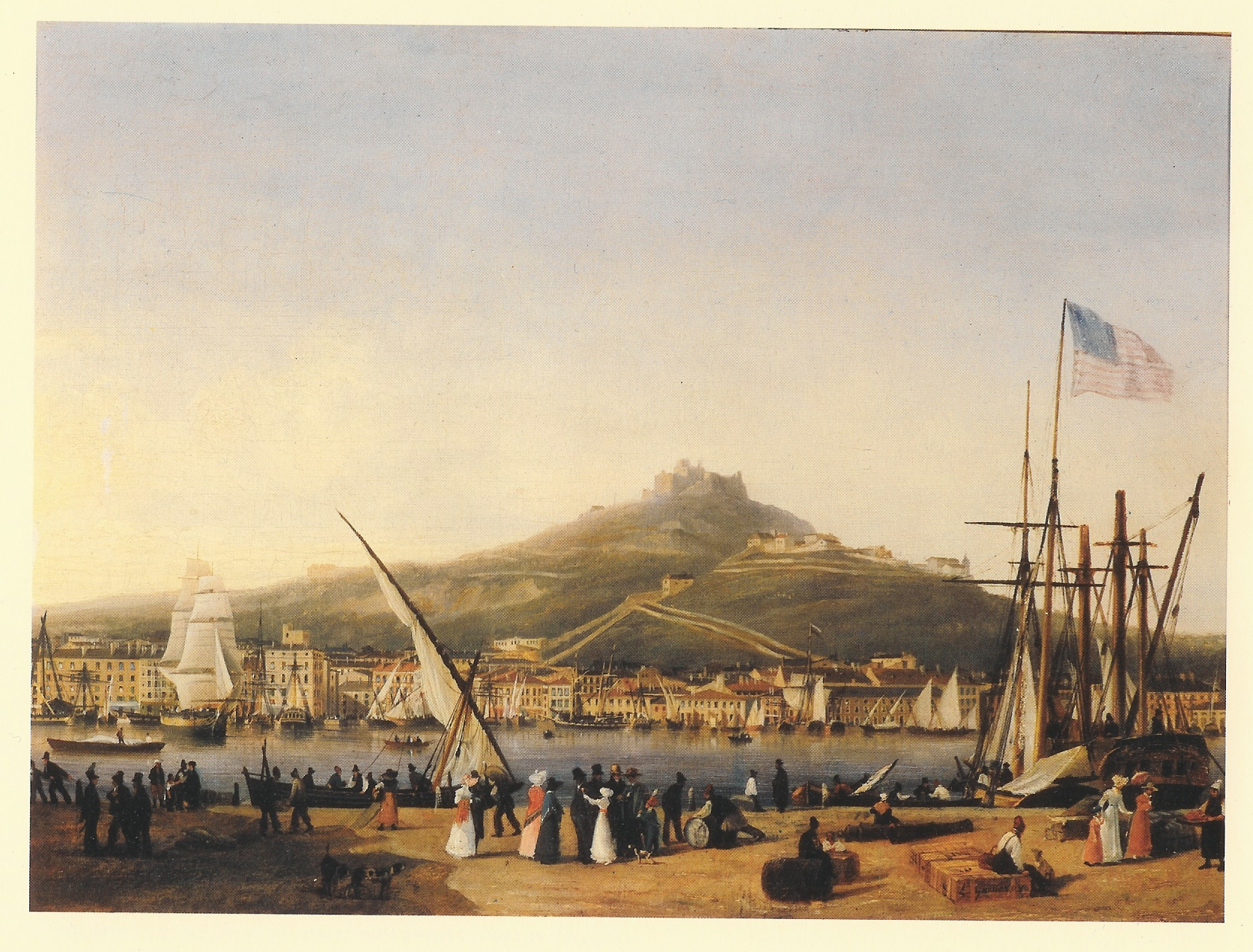
Kai vor dem Rathaus um 1820
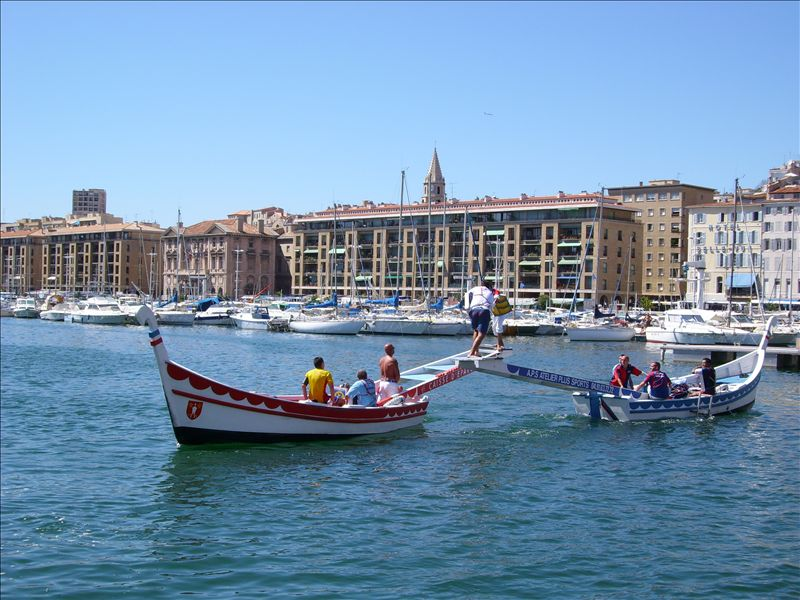
Kleine Schiffe aus der Provence im Hafen
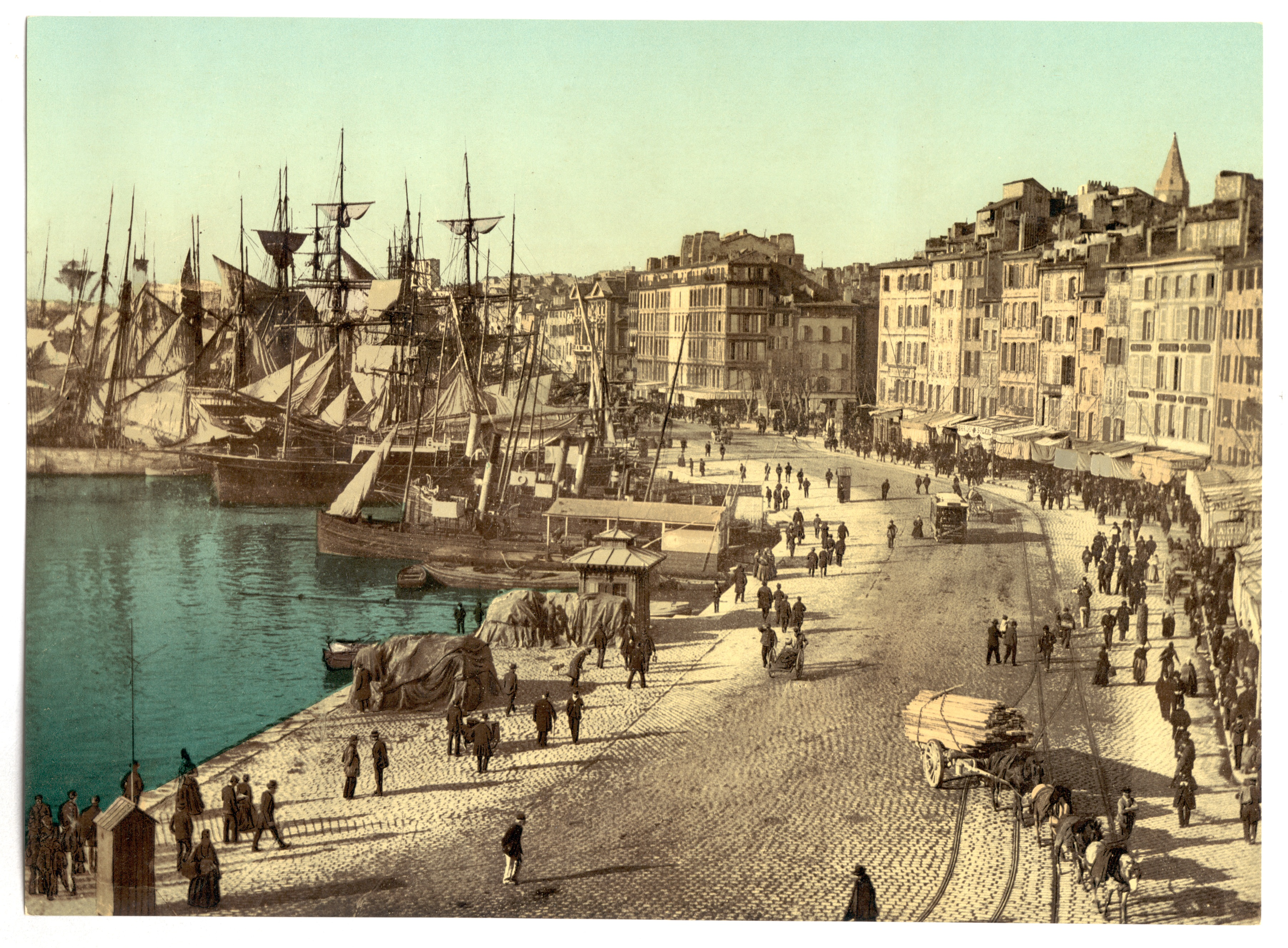
Ansichtskarte um 1900